# Herperduin
Het natuurgebied Herperduin, soms ook Herpse Bossen genoemd, is een natuur- en recreatiegebied in Noordoost-Brabant, tussen Oss en Herpen. Het gebied is ongeveer 400 ha groot en is eigendom van de gemeente Oss.

## Omschrijving
Herperduin is een natuurgebied met bossen, vennen, heide en zandverstuivingen. De lang gerekte vorm strekt zich grofweg uit van Oss tot Herpen. Aan de westkant wordt het gebied begrensd door de Weg van de Toekomst (N329, voorheen 'Graafse Baan'), en aan de oostkant door de Schaijkse Weg tussen Schaijk en Herpen. Aan de zuidkant wordt het gebied begrensd door de snelweg A59 (alhoewel een ecoduct een verbinding met de Maashorst tot stand heeft gebracht), en aan de noordkant door de bebouwing en landbouwgebied van Berghem en Koolwijk, en de Berghemseweg van Berghem naar Herpen.
In een groter verband maakt het gebied onderdeel uit van het natuurgebied de Maashorst.

## Ontstaan
Vroeger was Herperduin een heide- en stuifzandgebied, maar vanaf het einde van de 19e eeuw is het beplant met grove den om het stuifzand vast te leggen en mijnhout te leveren.
Het Klompven daarentegen is een recreatieplas die is ontstaan door zandwinning ten behoeve van de aanleg van de A50.

## Onderdelen natuurgebied
Een groot gedeelte van het natuurgebied bestaat uit bossen. De laatste jaren worden delen die bestaan uit eenvormige (ex-)productiebossen (met veel naaldbomen) omgevormd naar een gevarieerder, meer open bos, zie Natuurontwikkeling.
In het oosten van het gebied bevindt zich een overblijfsel van zandverstuivingen die vroeger een groter gedeelte van het gebied in beslag namen, en waar de naam Herperduin naar verwijst.
Daarnaast zijn er een aantal vennen in het gebied, waarvan enkele al langer bestaan en enkele recenter zijn aangelegd. In het midden van het gebied ligt het Ganzenven of Groot Ganzenven, een dynamisch watergebied dat in drogere periodes compleet droogvalt en zich daarna in nattere periodes weer vult. Het betreft een natuurlijk ven. Het is in het verleden wel ontwaterd geweest om als weidegebied te dienen. Nu is het opnieuw uitgegraven en in natuurlijke staat teruggebracht. De vruchtbare laag grond is afgegraven, zodat er zich inheemse planten kunnen vestigen. Zo vindt men er nu onder andere weer de Kleine Zonnedauw.
In het oosten van het gebied ligt het Klompven met enkel naburige kleinere vennen. Het Klompven is een kunstmatig ven, dat gegraven is als recreatieplas door zandwinning ten behoeve van de aanleg van snelweg A50. Het Klompven en haar strandjes worden ook nu nog wel gebruikt als zwemwater en recreatieplek in de zomermaanden. In het zuiden van het gebied aan de Domineeshoef bevindt zich een ven dat is vergroot, waarbij tevens meer open ruimte om het ven heen is gecreëerd waardoor een meer geleidelijke overgang van bos naar open gebied is ontstaan.
Aan de westkant, langs de Rijsvensestraat tot aan de Weg van de Toekomst (Graafsebaan, N329) is in 2016 een stuk open grasland gedeeltelijk afgegraven om een aantal ondiepe vennen te creëren, de Rijsvennen. Dit gebied is toen tevens toegevoegd aan het begrazingsgebied waar binnen de grote grazers (o.a. taurusrunderen) vrij kunnen rondlopen. In het noordoosten van het gebied, bij de Natuurpoort Herperduin bevindt zich aan de Bosweg een tweetal kleinere vennen. In het gebied bevinden zich nog een aantal andere kleine (naamloze) vennen.
Herperduin kent twee heideachtige open gebieden. Een daarvan bevindt zich in het midden van het gebied, grenzend aan het Ganzenven. De andere bevindt zich verder naar het westen, in de buurt van de kruising Heesche Baan / Rijsvensestraat. Dit laatste gebied is uitgebreid in zuidwestelijke richting. Door langs de randen bomen te rooien, is het open gebied vergroot en een meer geleidelijke overgang vanuit het bos ontstaan.

## Overige onderdelen en bezienswaardigheden
Binnen het gebied zijn een aantal wandelroutes uitgezet. Ook lopen er diverse (doorgaande) fietsverbindingen door het gebied. Er loopt ook een mountainbikeroute van 15 km door het gebied. In de buurt van de zandverstuiving en het Klompven bevindt zich het Trimparcours Herperduin.

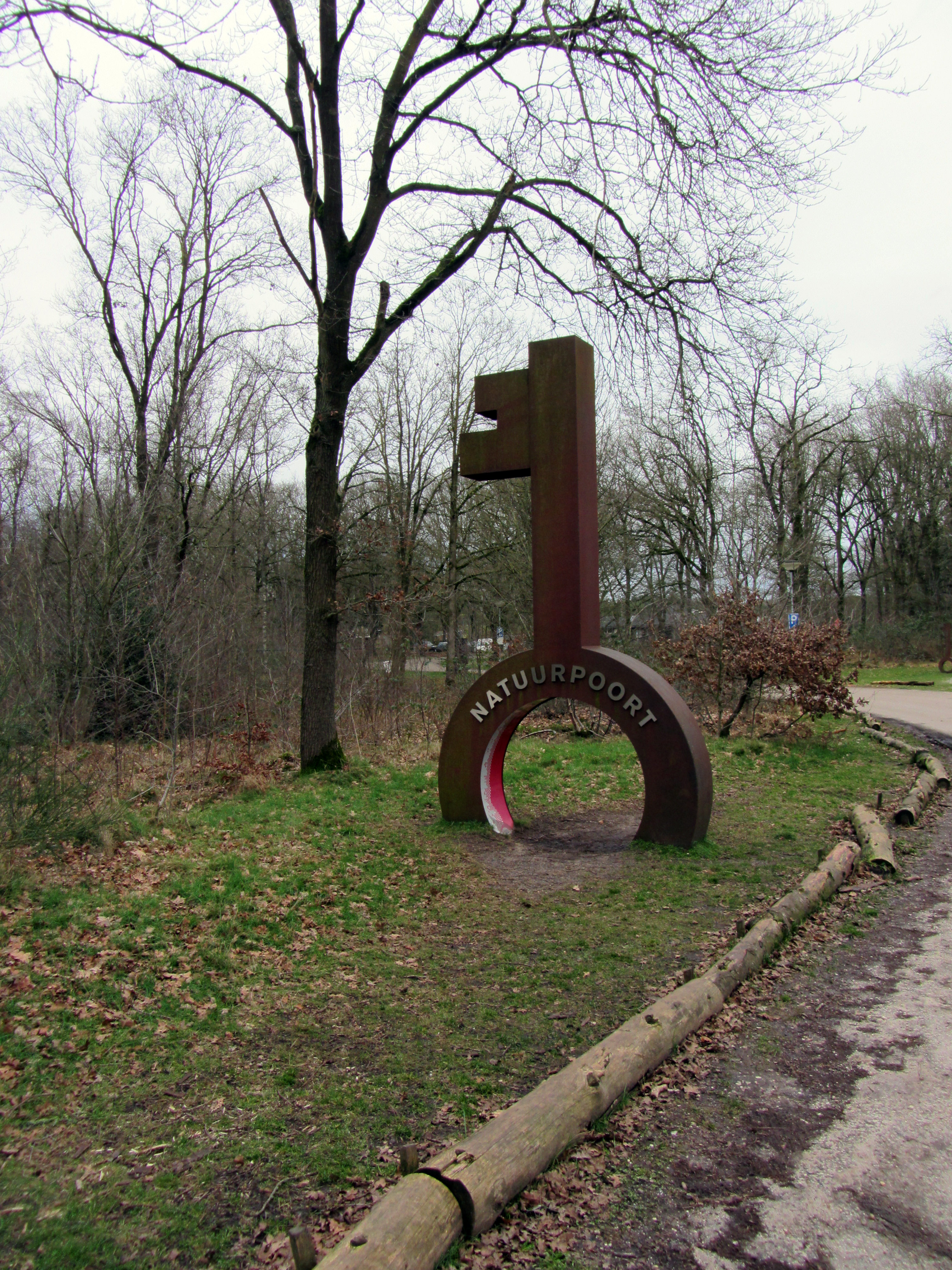
Natuurpoort sleutel Herperduin

In het noordoosten van het gebied bevindt zich de zogenaamde Natuurpoort Herperduin. Een herkenbare entree biedt een aantrekkelijke toegang tot het gebied, waarbij tevens een nieuw parkeerterrein is aangelegd aan de Schaijkseweg. Bij deze entree bevindt zich een restaurant met terras. In 2017 werd nabij deze entree het speelbos Das Leuk! geopend, met een groot houten speeltoestel in de vorm van een das, en diverse watertoestellen voor de kinderen.
Ook op andere plekken zijn parkeerplaatsen die toegang bieden tot het natuurgebied, onder andere aan de noordwestkant vanaf de Hoessenboschlaan en vanaf de noordkant aan de Bosweg vanuit Koolwijk. Ook langs de Zevenbergseweg aan de westkant kan geparkeerd worden.
In totaal zijn er een en dertig Brabantse natuurpoorten. Alle poorten zijn herkenbaar aan een 4 meter hoge stalen sleutel.
In de Herpse Bossen bevindt zich een voormalige brandtoren uit 1955 die voor vogelwaarnemingen wordt gebruikt. Hij staat op een heuvel van 17 m boven de zeespiegel, de Konijntjesberg, en steekt daar nog 22 m boven uit.
In het noordwesten van het gebied bevindt zich het openluchttheater Hoessenbosch in de bossen.

## Natuurontwikkeling
Het terrein zal deel gaan uitmaken van een ecologische verbindingszone in de richting van het Natuurpark Maashorst. Er is een begrazingsgebied ingesteld. De das komt van oudsher in dit gebied en in de omgeving vrij talrijk voor. Voor de verbindingszone zijn twee ecoducten aangelegd, de ecoduct Herperduin en ecoduct Maashorst.
Sinds 1998 heeft men Schotse hooglanders en exmoorpony's ingezet, die het gebied begrazen. De Schotse hooglanders zullen binnen drie tot vier jaar in etappes door Taurosrunderen vervangen worden. Medio 2014 is de eerste kleine kudde taurossen uitgezet, mei 2016 een tweede, grotere.
Er was het plan om in 2017 ook wisents uit te zetten. Dit is echter uitgesteld; eerst moeten de wisenten op het het aangrenzende gebied van de Maashorst goed aan hun gebied wennen. Daarna zal mogelijk de verbinding (via het ecoduct over de snelweg A50) worden opengesteld voor grote grazers.

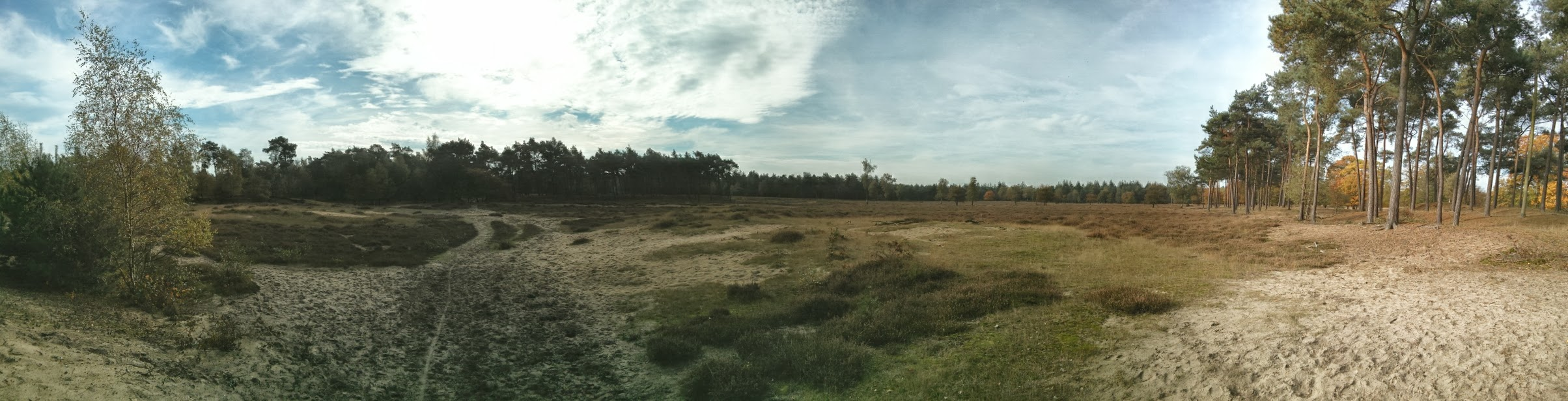
Herperduinen

## Naamgeving
In de 21e eeuw is Herperduin de meest gangbare naam die zowel door inwoners in de regio, overheden en toeristische instanties wordt gebruikt.
Van oudsher werd ook de naam Herpse Bossen (of Herpense Bossen) ook gebruikt, waarbij de naam Herperduin of Herper Duin dan soms werd gebruikt om slechts het gebied rond de zandverstuivingen in het oosten van het natuurgebied aan te duiden. Daarnaast zijn er een vakantiepark/camping en een bijbehorend restaurant in het natuurgebied die al sinds jaar en dag de naam Herperduin dragen. Bij veel mensen is de naam Herperduin in de volksmond echter ook altijd in gebruik gebleven om het (gehele) natuurgebied aan te duiden.
Overheden zoals de gemeente Oss, en toeristische organisaties en samenwerkingsverbanden zoals VVV Maashorst en stichting De Maashorst, gebruiken in de 21 eeuw in hun (digitale) publicaties veelvuldig de naam Herperduin. Soms wordt daarbij ook naar het gebied verwezen als Maashorst – Herperduin om aan te geven dat het gebied onderdeel uitmaakt van het grotere natuurgebied Maashorst in Noordoost-Brabant.
Een andere naam voor het gebied die voornamelijk in Berghem veel gehoord wordt, is Maupertuus, soms ook Mauperdoes of Malpertuus. Deze naam, die we tevens kennen als de naam van de burcht uit Van den vos Reynaerde, is in de overlevering een van de (plaatselijk) gangbare namen voor het natuurgebied geworden. Tot aan het begin van de jaren zestig heeft er tevens bij de zandverstuiving een blokhut met de naam Maupertuus gestaan.